# كيووا
كيووا  هي بلدية في اليابان، وبلدة في اليابان، تقع في Shiribeshi Subprefecture ‏، بلغ عدد سكانها 5,930  نسمة وذلك حسب إحصائيات سنة 2018.